# لطيفة (بلاغة)
اللطيفة هي النكتة إذا كان لها تأثير في النفس بحيث يورث نوعا من الانبساط. وهي من قولهم اللطيف من الكلام ما غمض معناه وخفي. والمصدر اللطافة.

## الشعر اللطيف
اللطيف أو التلطف هو على ما في كتاب الأغاني نوع من الشعر في من الوجوه والتألقات الذهنية والنقائض والملح العديد. ويقول ابن خلكان في حديثه عن أحد الشعراء وشعره كله لطيف وهو كما يقال السهل الممتنع ومعناه الكلام الذي يبدو سهلا أول وهلة إلا أنه صعب ومبهم.